# Coquimba tenuireticulata
Coquimba tenuireticulata is een mosselkreeftjessoort. De wetenschappelijke naam van de soort is voor het eerst geldig gepubliceerd in 1982 door Kotzian.